# Spruce Woods
Pour les articles homonymes, voir Spruce et Woods.
Circonscription électorale provinciale du Canada
Spruce Woods est une circonscription électorale provinciale du Manitoba (Canada).
La circonscription inclut la partie de la ville de Brandon située au nord de la rivière Assinibone, ainsi que les municipalités rurales de Cornwallis, Elton, Glenboro – South Cypress, Oakland – Wawanesa, Riverdale, Sifton, Souris – Glenwood, Victoria et Whitehead.

## Liste des députés
| Spruce Woods | Spruce Woods  | Spruce Woods              | Spruce Woods   | Spruce Woods | Spruce Woods |
| Nom          | Nom           | Parti                     | Mandat         | Législature  |              |
| ------------ | ------------- | ------------------------- | -------------- | ------------ | ------------ |
|              | Cliff Cullen  | Progressiste-conservateur | 2011 - 2016    | 40e          |              |
|              | Cliff Cullen  | Progressiste-conservateur | 2016 - 2019    | 41e          |              |
|              | Cliff Cullen  | Progressiste-conservateur | 2019 - 2023    | 42e          |              |
|              | Grant Jackson | Progressiste-conservateur | 2023 - 2025    | 43e          |              |
|              | Vacant        | Vacant                    | 2025 - présent | 43e          |              |